# Potchefstroomi Köztársaság
A Potchefstroom-i Köztársaság (afrikaans nyelven Republiek van Potchefstroom) a mai Dél-afrikai Köztársaság északnyugati felén alapított búr miniállam volt, amely 1860-ban a transvaali köztársasággal egyesült. Névadója és egyben fővárosa Potchefstroom volt.
A nyugatról keletre vándorló búr telepesek, a voortrekkerek 1838-ban érték el a területet, ahol megalapították Potchefstroom és Winburg városait. A két település először államszövetséget alkotott Winburg–Potchefstroom-i Köztársaság néven. 1840-ben különválltak Potchefstroom-i és Winburgi Köztársaságra.
Az állam első elnöke Andries Hendrik Potgieter volt. Potgieter vezetése alatt egy másik búr csoport is megtelepedett a területen, amely 1849-ben saját államot hozott létre Lydenburgi Köztársaság néven. Ennek a köztársaságnak a vezetését is átvette Potgieter, majd Lydenburg 1856-ban teljesen önálló lett Potchefstroom-tól. Potgieter egy harmadik közösség szervezésében is segédkezett északon, ahol megalapította a Zoutpansbergi Köztársaságot, amelynek 1849 és 1854 között volt az elnöke.
A két köztársaság már 1852 óta fúzióra törekedett Transvaallal, amit írásba is foglaltak az az év január 16-án elfogadott sand river-i egyezménnyel. A megállapodást a britek is ratifikálták, akik kötelezték magukat, hogy nem avatkoznak a helyi búrok dolgaiba.
1858. február 18-án megállapodás született Potchefstroom, Lydenburg és Transvaal egyesítéséről. Az egyesülés 1860 májusában végbe is ment, Potchefstroom-ot pedig kinevezték Transvaal fővárosává, jóllehet a kormány Pretoriában székelt.
A Potchefstroom-i Köztársaság zászlaja kék alapon egy vörös andráskereszt volt, vékony fehér sávokkal, amely hasonlított a korábbi Winburg–Potchefstroom-i valamint a Winburgi Köztársaság zászlójához. Potchefstroom városa a mai napig használja a néhai köztársaság lobogóját.